# Nationaal Landschap
Een Nationaal Landschap is een gebied in Nederland waarvan is aangegeven dat er zich een unieke combinatie van agrarisch gebied, natuur en cultuurhistorie bevindt. In de Nota Ruimte van het Ministerie van VROM uit 2004 zijn ze als zodanig aangewezen. 
In de twintig nationaal landschappen zijn natuur en oude cultuurelementen bewaard gebleven en in tegenstelling tot een Nationaal Park biedt het ook plaats voor wonen, landbouw en kleinschalige bedrijven. Ongeveer tien van deze landschappen hebben een lange beleidsmatige geschiedenis als Nationaal Landschapspark en/of Waardevol Cultuurlandschap. 
Net als bij deze oudere beleidscategorieën zijn de beschikbare financiële en juridische middelen zeer bescheiden. Sinds de beleidswijzigingen van het Rijk in 2011 en 2012 (in de Structuurvisie Infrastructuur en Ruimte) vormen de Nationale Landschappen geen onderdeel meer van het nationale beleid. Veel provincies hebben de Nationale Landschappen in hun provinciale beleid opgenomen, soms met een apart budget, vaak niet. Omdat het samenwerkingsverband van de provincie, het IPO geen afspraken wil maken over een gezamenlijk landschapsbeleid, is er geen beleid meer dat is gericht op samenhang van Nationale Landschappen.
In Engeland, Wales en Noord-Ierland worden de vroegere Areas of Outstanding Natural Beauty sinds 2023 ook National Landscape (nationaal landschap) genoemd. 

## Overzicht
| Naam landschap                                  | Provincie                            | Grootte (ha) | Ingesteld |
| ----------------------------------------------- | ------------------------------------ | ------------ | --------- |
| Nationaal Landschap Middag-Humsterland          | Groningen                            | 5344         | 2005      |
| Nationaal Landschap Noordelijke Friese Wouden   | Friesland                            | 25000        | 2005      |
| Nationaal Landschap Zuidwest Friesland          | Friesland                            | 51420        | 2005      |
| Nationaal Landschap Drentsche Aa                | Drenthe, Groningen                   | 31823        | 2005      |
| Nationaal Landschap IJsseldelta                 | Overijssel, Flevoland                | 18621        | 2005      |
| Nationaal Landschap Noordoost-Twente            | Overijssel                           | 43201        | 2005      |
| Nationaal Landschap Veluwe                      | Gelderland                           | 158834       | 2005      |
| Nationaal Landschap Graafschap                  | Gelderland                           | 20000        | 2005      |
| Nationaal Landschap Winterswijk                 | Gelderland                           | 22000        | 2005      |
| Nationaal Landschap Gelderse Poort              | Gelderland                           | 6105         | 2005      |
| Nationaal Landschap Rivierengebied              | Gelderland, Utrecht                  | 25393        | 2005      |
| Nationaal Landschap Arkemheen-Eemland           | Utrecht, Gelderland                  | 12154        | 2005      |
| Nationaal Landschap Nieuwe Hollandse Waterlinie | Noord-Holland, Utrecht, Gelderland   | 41984        | 2005      |
| Nationaal Landschap Stelling van Amsterdam      | Noord-Holland, Utrecht               | 18590        | 2005      |
| Nationaal Landschap Laag Holland                | Noord-Holland                        | 51400        | 2005      |
| Nationaal Landschap Groene Hart                 | Utrecht, Zuid-Holland, Noord-Holland | 180824       | 2005      |
| Nationaal Landschap Hoeksche Waard              | Zuid-Holland                         | 26790        | 2005      |
| Nationaal Landschap Zuidwest-Zeeland            | Zeeland                              | 45158        | 2005      |
| Nationaal Landschap Het Groene Woud             | Noord-Brabant                        | 35000        | 2005      |
| Nationaal Landschap Zuid-Limburg                | Limburg                              | 44528        | 2005      |